# 須賀川特攝資料中心
須賀川特攝資料中心（日语：須賀川特撮アーカイブセンター），是位於日本福島縣須賀川市的一座博物館。旨在收集、保存、修復和研究特攝相關的珍貴資料。

## 概要
該檔案館是繼2019年在同一市開幕的圓谷英二博物館之後的第二座特攝資料館。由須賀川市和由庵野秀明創辦的NPO法人動畫特攝檔案機構共同興建。其一樓展示了各時期特攝電影和電視特攝中使用的迷你模型等常設展品。主要展品包括《哥吉拉系列》、《超人力霸王系列》所使用的戰鬥機、攝影機模型、《巨神兵现身东京》中使用的巨神兵木偶，以及《日本海大海戰》（1969年）中使用的三笠號戰艦迷你模型等。此外，還設有可查閱珍貴特攝書籍的閱覽室和用於修復工作的作業室。
二樓設有模擬須賀川市街景的微型建築模型，該佈景由特效藝術總監三池敏夫設計。以及放映室等特攝體驗區。
該中心於2020年11月3日開幕，文化廳長官代理官宮田亮平、文化廳參事官（藝術文化）、藝術文化支援室主任所昌弘、福島縣知事内堀雅雄、須賀川縣市長橋本克也等、動畫特效資料館（ATAC）會長庵野秀明、樋口真嗣，尾上克郎出席開幕儀式。並首次揭幕2022年電影《新·超人力霸王》中登場的超人力霸王雕像。

## 收藏
在儲藏室主要保存自導演圓谷英二在1950年代所拍攝的特攝電影，以及至今在實際拍攝中使用的微縮模型，以及保存與特效錄製的拍攝現場、幕後照片、膠片、草圖等相關的1,000種特效素材珍貴資料。全數文物在但在儲藏室入口處分發的《藏品圖解》清單中都列出的名稱、出處以及修復和修復的資訊。也額外放置由背景畫師島倉二千六創作的水平畫（背景畫）。

## 外部連結
- 須賀川特攝資料中心官方網站 （页面存档备份，存于）
- 須賀川市觀光局的館舍介紹 （页面存档备份，存于）